# Zanclea sardii
Zanclea sardii is een hydroïdpoliep uit de familie Zancleidae. De wetenschappelijke naam van de soort werd in 2003 gepubliceerd door Gershwin & Zeidler.